# Kürpöd
Kürpöd (románul Chirpăr, németül Kirchberg) falu Romániában, Szeben megyében, az azonos nevű község központja.

## Története
A község területén újkőkorszaki és bronzkori leleteket tártak fel. Első említése 1337-ből  maradt fenn Kyrchberch néven. Az evangélikus templom eredetileg 13. századi román stílusú háromhajós bazilika volt. A templom erődítési munkáit 1500 körül kezdték, a két saroktorony 1523-ban épült.

## Lakossága
1850-ben a község 3554 lakosából 1942 román, 1 magyar, 1395 német és 210 roma volt. 1992-re az 1491 lakos nemzetiségi összetétele a következőképpen alakult: 941 román, 25 magyar, 213 német és 312 roma.

## Látnivalók
- Evangélikus erődtemplom